# Douya-Onoye
Douya-Onoye è un dipartimento della provincia di Ngounié, in Gabon, che ha come capoluogo Mouila.